# Auenwälder und Feuchtwiesen westlich von Ötigheim
Das Natur- und Landschaftsschutzgebiet Auenwälder und Feuchtwiesen westlich von Ötigheim liegt auf dem Gebiet der Kreisstadt Rastatt und der Gemeinde Ötigheim im Landkreis Rastatt in Baden-Württemberg.
Das Gebiet erstreckt sich nordöstlich der Kernstadt Rastatt und westlich des Kernortes Ötigheim. Durch das Gebiet fließt der Federbach, im südlichen Bereich verläuft die Landesstraße L 77 a. Am südlichen und südöstlichen Rand verläuft die B 36.

## Bedeutung
Für Ötigheim und Rastatt ist seit dem 15. Juli 1994 ein 255,4 ha großes Gebiet unter der Kenn-Nummer 2.180 als Naturschutzgebiet ausgewiesen. Es handelt sich um für die Rheinniederung charakteristische Auenwälder und Feuchtwiesen mit vielfältigen und z. T. in ihrem Bestand bedrohten Lebensgemeinschaften. Das gilt insbesondere für die Tier- und Pflanzenwelt im Randsenkenbereich der Rheinaue. Hervorzuheben ist eine besonders eindrucksvoll ausgebildete Gestadekante.